# Pininfarina B95
La Pininfarina B95, ou Pininfarina B95 Speedster, est une hypercar de type barquette (barchetta) électrique du constructeur et styliste automobile italien Pininfarina. Elle est considérée comme la première « hyperbarchetta » électrique au monde, mais aussi comme un « hyperspeedster ».

## Historique
Dix exemplaires de la B95 seront fabriqués en 2025, artisanalement, à Cambiano. Ils sont proposés à un prix de 4,4 millions d'euros,.
La B95 est homologuée pour la route.

## Dénomination
Le nom B95 évoque le mot « barchetta » et le 95e anniversaire de Pininfarina, qui aura lieu en 2025,.